# Enzo Provenzale
Enzo Provenzale (Messina, 1920 - Roma, 1990) és un productor, guionista i director de cinema italià.

## Biografia
Guionista des del 1947, ha treballat amb directors com Fellini, Rosi, Luchino Visconti, Bernardo Bertolucci.. Va començar com a director de producció el 1951 a Lo sceicco bianco, mantenint una difícil relació amb el director, Federico Fellini. Als anys seixanta va ser el guionista de confiança de Francesco Rosi, amb qui va signar "Salvatore Giuliano" i "Le mani sulla città". Anteriorment havia signat la seva única pel·lícula com a director Vento del Sud.
Ha rebut una nominació al Nastri d'argento 1959 al millor guió per La sfida i un Nastri d'argento 1963 per "Salvatore Giuliano".

## Filmografia

### Com a productor
- La sfida (1958)
- Le ragazze di San Frediano (1955)

### Com a guionista
- Le mani sulla città (1963)
- Salvatore Giuliano (1962)
- Vento del Sud (1959)
- La sfida (1958)
- Gioventù perduta (1947)

### Com a director
- Vento del sud (1959)

### Com a director de producció
- L'últim tango a París (1972)
- Trastevere (1971)
- Colpo grosso ma non troppo (1965)
- Le mani sulla città(1963)
- Il Gattopardo (1963)
- Salvatore Giuliano (1962)
- Lo sceicco bianco (1952)